# Letters (альбом Бутча Уокера)
Letters — второй студийный альбом американского рок-музыканта Бутча Уокера. Он был выпущен 24 августа 2004 года лейбле Epic Records.
Альбом получил положительные отзывы критиков.

## Отзывы
| Оценки критиков  | Оценки критиков |
| Источник         | Оценка          |
| ---------------- | --------------- |
| AbsolutePunk.net | (89%) link      |
| Allmusic         | [ 1 ]           |

Альбом получил положительные отзывы критиков.
В Allmusic отметили, что «спокойные песни скрашивают более яркие моменты альбома; они помогают создать цикл, которого так часто не хватает на пластинках в наши дни. Уокер создал альбом для всех последующих утренних дней».

## Список композиций
Все треки написал Бутч Уокер, кроме указанных.
1. «Sunny Day Real Estate» — 0:28
2. «Maybe It’s Just Me» — 3:20
3. «Mixtape» — 4:05
4. «#1 Summer Jam» — 3:28
5. «So at Last» (Danny Grady, Walker) — 5:28
6. «Uncomfortably Numb» — 3:33
7. «Joan» — 4:20
8. «Don’t Move» — 4:08
9. «Lights Out» — 2:51
10. «Best Thing You Never Had» — 5:29
11. «Race Cars and Goth Rock» — 3:02
12. «Promise» — 3:04
13. «Thank-You Note» — 7:48